# First National Bank Tower
First National Bank Tower je nejvyšší mrakodrap v Nebrasce. Stojí v ulici Dodge Street ve městě Omaha. Má 45 pater a výšku 193 metrů. Výstavba probíhala v letech 1999–2002 podle návrhu architekta Lea A. Dalyho. Budova slouží jako sídlo pro firmu First National of Nebraska.